# Cohortă
Cohorta (în latină cohors, plural cohortes) este o subdiviziune tactică a armatei romane, zece astfel de subdiviziuni formând o legiune. Cohorta putea avea 500 de oameni (quingenarie) și atunci era comandată de un prefectus, sau 1.000 de oameni (miliariae), atunci fiind comandată de un tribun.
Pe teritoriul Daciei au fost staționate în cursul timpului mai multe cohorte:
- Cohorta Augusta Brittonum
- Cohorta I Aelia Gaestorum milliaria
- Cohorta I Alpinorum equitata
- Cohorta I Antiochensium
- Cohorta I Augusta Ituaeorum
- Cohorta I Aurelia Brittonum milliaria
- Cohorta I Batarorum milliaria
- Cohorta I Bracaraugustanorum
- Cohorta I Britannica milliaria c. R. Equitata
- Cohorta I Cannanefactium
- Cohorta I Cilicium
- Cohorta I Flavia Commagenorum
- Cohorta I Germanorum
- Cohorta I Hispanorum Flavia Ulpia milliaria
- Cohorta I Hispanorum Pia Fidelis
- Cohorta I Hispanorum veterana
- Cohorta I Hispanorum veterana equitata
- Cohorta I Mattiacorum
- Cohorta I Montanorum
- Cohorta I Sagittariorum
- Cohorta I Thracum
- Cohorta I Ubiorum
- Cohorta I Ulpia Brittonum
- Cohorta I Vindelicorum
- Cohorta I Vindelicorum milliaria equitata
- Cohorta a II-a Britannica milliaria
- Cohorta a II-a Dacorum
- Cohorta a II-a Flavia Bessorum
- Cohorta a II-a Flavia Commagenorum sagittaria
- Cohorta a II-a Flavia Numidarum
- Cohorta a II-a Hispanorum scutata Cyrenaica equitata
- Cohorta a II-a Mattiacorum
- Cohorta a III-a Bessorum
- Cohorta a III-a Campestris
- Cohorta a III-a Delmatarum milliaria
- Cohorta a III-a Gallorum
- Cohorta a IV-a Gallorum
- Cohorta a IV-a Cypria
- Cohorta a IV-a Hispanorum equitata
- Cohorta a V-a Gallorum et Pannoniorum
- Cohorta a V-a Lingonum
- Cohorta a VI-a Nova Cumidavensium Alexandrina
- Cohorta a VI-a Thracum
- Cohorta a VII-a Raetorum
- Cohorta a VIII-a Raetorum